# 费迪南多·泰鲁齐
费迪南多·泰鲁齐（義大利語：Ferdinando Terruzzi，1924年2月17日—2014年4月9日），意大利男子自行车运动员。他曾代表意大利参加1948年夏季奥林匹克运动会自行车比赛，获得男子双人自行车竞速赛金牌。